# Evangelos Venizelos
Evangelos Venizelos (řecky Ευάγγελος Βενιζέλος; * 1. leden, 1957, Soluň) je řecký politik, poslanec socialistické strany PASOK, bývalý místopředseda vlády a ministr zahraničních věcí ve vládě Antonise Samarase (2012-2015) a bývalý místopředseda vlády a ministr financí ve vládách Jorgose Papandreua a Lukase Papadimose v letech 2009-2012. V letech 2013-2015 byl předseda strany PASOK.

## Život
Evangelos Venizelos se narodil v roce 1957 v Soluni, pochází z města Kymi na ostrově Euboia. Vystudoval právo na Aristotelově univerzitě v Soluni. V roce 1990 se stal členem strany PASOK, která vládla značnou část devadesátých let 20. století. V tomto období zastával Venizelos post mluvčího vlády, ministra médií, dopravy a komunikaci, justice, kultury a rozvoje. Od roku 2011 působil jako ministr financí, poté co v této funkci vystřídal u lidu méně populárního Jorga Papakonstantinua. Venizelos, se v rámci PASOKu snažil prosazovat úspornou politiku, aby tak zabránil bankrotu Řecka. Od stejného roku působil jako místopředseda vlády, když nahradil Theodorose Pangalose. Po vytvoření koalice PASOKu a Nové Demokracie v listopadu 2011 a odstoupení premiéra Papandreua působil Venizelos jako místopředseda vlády a ministr financí ve vládě Lukase Papadimose, která měla zemi přivést k předčasným volbám. 11. března. 2012 byl Venizelos zvolen předsedou strany PASOK, když nahradil bývalého předsedu Jorgose Papandreua, následně byl nahrazen na postu ministra financí, když odstoupil, protože se musel věnovat předvolebnímu vedení strany.
Po květnových předčasných volbách vyhrála strana Nová Demokracie, avšak nepodařilo se jí vytvořit vládu, protože PASOK dosáhl pouze 13 % hlasů, což byl zatím nejhorší výsledek v historii strany. V červnových parlamentních volbách získala Nea Dimokratia 29 % hlasů a opět vyhrála volby, přičemž si polepšila téměř o 9 %. PASOK si udržel téměř stejné číslo, jako v předchozích volbách, dosáhl 12,28 %. Samaras následně vytvořil vládu národní záchrany po dohodě s Evangelosem Venizelosem a s Fotisem Kuvelisem, předsedou levicové strany DIMAR. Venizelos se stal jedním z vládních lídrů, ovšem neobdržel žádnou ministerskou pozici. Premiérem se stal Antonis Samaras.
Vláda měla za cíl pokračovat v úsporných opatřeních. Samarasova vláda připravila širší úsporný balíček, který má za cíl ušetřit přes 13 miliard eur, za něž mělo Řecko dostat 30 miliard z druhé záchranné půjčky. Tento balíček, nazvaný Memorandum III. měl být podle řecké vlády posledním velkým úsporným opatřením. Právě politika Venizelose a koaličního partnera Kuvelise pomohla vyjednat méně tvrdé podmínky tohoto úsporného opatření, jaké žádali řečtí věřitelé, tedy Evropská unie, měnový fond a Evropská centrální banka. V parlamentu balíček prošel těsnou většinou, 153 poslanců, protože 6 poslanců z koaliční strany PASOK hlasovalo proti, stejně jako i jeden poslanec z Nea Dimokratia. Venizelos se následně rozhodl těchto 6 poslanců ze strany vyloučit. Mezi vyloučenými byl i jeden z nejvýznamnějších členů strany a vícenásobný ministr Kostas Skandalidis. DIMAR nesouhlasila s částí úsporného programu, proto se zdržela hlasování, čímž se zároveň Samarasova vláda dostala do těžké pozice, ovšem nakonec se Kuvelis vládu rozhodl podržet v následujících rozhodnutích.
V těžké pozici stála i samotná strana PASOK a Venizelos, proto se podle neoficiálních informací v straně jistou dobu mluvilo o výměně předsedy, ačkoli Venizelos je pokračovatelem tvrdé úsporné a proevropské politiky svého předchůdce Jeorja Papandreua.
Po rozhodnutí premiéra Samarase v červnu 2013 zrušit řeckou státní televizi a rádio ERT opustil vládu Fotis Kuvelis a jeho strana DIMAR, Venizelos se po dohodě o novém, menším vysílacím kanálu rozhodl ve vládě setrvat a neriskovat předčasné volby, proto byla celá vláda, složená nyní z Nea Dimokratia a PASOK pozměněna, přičemž Venizelos se stal jejím místopředsedou a také ministrem zahraničních věcí.
V prosinci 2014, poté co se parlamentem nepodařilo zvolit řeckého prezidenta ze strany PASOK vystoupil Jorgos Papandreu, který měl jiné názory s Venizelou a tak si vytvořil vlastní stranu. Spolu sním odešlo mnoho významných členů. Ve volbách v lednu 2015 získal PASOK pouze 4,68 % a po vítězství Alexise Tsiprase je tak v opozici. Venizelos špatný volební výsledek připsal odchodu Papandrea a setrval v čele strany. V další volbě předsedy strany PASOK, která se uskutečnila v červnu 2015, však byl poražen a na čele strany ho vystřídala Fofi Gennimata.